# Mojtar Nurafshan
Mojtar Nurafshan, (c. 1967-Shiraz, 31 de julio de 2024) fue un deportista iraní que compitió en atletismo adaptado. Ganó siete medallas en los Juegos Paralímpicos de Verano entre los años 1988 y 2004.
Falleció el 31 de julio de 2024 a los 57 años, en Shiraz.

## Palmarés internacional
| Juegos Paralímpicos | Juegos Paralímpicos      | Juegos Paralímpicos | Juegos Paralímpicos |
| Año                 | Lugar                    | Medalla             | Prueba              |
| ------------------- | ------------------------ | ------------------- | ------------------- |
| 1988                | Seúl (Corea del Sur)     | Medalla de oro      | Disco 3             |
| 1996                | Atlanta (Estados Unidos) | Medalla de oro      | Jabalina F53        |
| 1996                | Atlanta (Estados Unidos) | Medalla de plata    | Disco F53           |
| 1996                | Atlanta (Estados Unidos) | Medalla de plata    | Peso F53            |
| 2000                | Sídney (Australia)       | Medalla de oro      | Disco F54           |
| 2000                | Sídney (Australia)       | Medalla de oro      | Peso F54            |
| 2004                | Atenas (Grecia)          | Medalla de bronce   | Disco F55           |